# Jalois
Der Jalois war ein französisches Volumen- und Getreidemaß.
- Guise 1 Jalois = 2580 Pariser Kubikzoll = 51,125 Liter
- Paris 1 Jalois = 5 Boisseaux/Scheffel
- Ribemont 1 Jalois = 4 Boisseaux/Scheffel (gehäuft gemessen)

Auch mit dem Markgewicht wurde Getreide nach dem Jalois gehandelt.
- Weizen 1 Jalois = 80 Pfund
- Roggen 1 Jalois = 76 Pfund
- Hafer 1 Jalois = 50 Pfund